# Rejon stierlibaszewski
Rejon stierlibaszewski (ros. Стерлибашевский район) - jeden z 54 rejonów w Baszkirii. Stolicą regionu jest Stierlibaszewo.
100% populacji stanowi ludność wiejska, ponieważ w regionie nie ma żadnego miasta.